# Volodimir Boriszovics Hrojszman
Volodimir Boriszovics Hrojszman (ukránul: Володимир Борисович Гройсман; Vinnicja, 1978. január 20. –) ukrán közgazdász, jogász és politikus, 2016. április 14-től 2019. augusztus 29-ig Ukrajna miniszterelnöke volt. 2006–2014 között Vinnicja polgármestere, 2014 februárjától novemberig miniszterelnök-helyettes, 2014. november 27-től miniszterelnöki kinevezéséig az Ukrán Legfelsőbb Tanács elnöke volt.

## Élete
1978-ban született Vinnicjában, ukrajnai zsidó családba. Apja Borisz Iszakovics Hrojszman (sz. 1946) üzletember, a Junyiszty nevű cég igazgatója. Borisz Hrojszman 2002–2006 között a Vinnicjai Városi Tanács képviselője is volt.
A vinnicjai 35. sz. középiskolában tanult, melyet 1994-ben fejezett be. Közepes tanuló volt, a középiskolában a négyes volt a legjobb osztályzata. Még középiskolásként apja vállalkozásánál kezdett el dolgozni. 1994 augusztusában, 16 évesen már az OKO nevű kisvállalkozás kereskedelmi igazgatója volt, majd novemberben az apja cégénél lett kereskedelmi igazgató. A 2003-ban elvégezte a Régióközi Vezetőképző Akadémia (MAUP) jogfilozófia szakát. Később az Ukrajna elnöke mellett működő Vezetőképző Akadémián tanult, melyet 2010 februárjában fejezett be. Az akadémián társadalomfejlesztési menedzsmentet, valamint helyi és regionális vezetés végzettséget szerzett. 
A 2000-es évek elején kezdte közéleti pályafutását. Indult a 2002-es ukrajnai helyhatósági választásokon, ahol a Vinnicjai Városi Tanács képviselőjévé választották. 24 éves ő volt a helyi városi képviselőtestület legfiatalabb tagja. 2005 novemberében a Vinnicjai Városi Tanács felmentette a testület titkárát, helyére Volodmir Hrojszmant választották, egyúttal kinevezték ügyvivő polgármesternek.Ekkor beszüntette céges üzleti tevékenységét. 
A következő évben, a 2006 márciusi önkormányzati választáson a Mi Ukrajnánk színeiben és a Julija Timosenko Blokk támogatásával induló Hrojszmant Vinnicja polgármesterévé választották. 